# Сан-Жуан-де-Негрілюш
Сан-Жуан-де-Негрілюш (порт. São João de Negrilhos; МФА: [ˈsɐ̃w ʒu.ˈɐ̃w dɨ nɨ.ˈgɾi.ʎuʃ]) — парафія в Португалії, у муніципалітеті Алжуштрел. Розташована в південній частині країни, на теренах історичної португальської провінції Алентежу. Входить до складу округу Бежа. За адміністративним поділом, чинним до 1976 року, терени парафії були складовою провінції Нижнє Алентежу. Належить до Безької діоцезії Католицької церкви. Патрон — святий Іван. Площа — 77,0184 км². Населення — 1482 ос. (2011). Слабо урбанізований регіон. Густота населення — 19,24 осіб/км²
. Код — 020104.

## Населення
| Кількість мешканців | Кількість мешканців | Кількість мешканців | Кількість мешканців | Кількість мешканців | Кількість мешканців | Кількість мешканців | Кількість мешканців | Кількість мешканців | Кількість мешканців | Кількість мешканців | Кількість мешканців | Кількість мешканців | Кількість мешканців | Кількість мешканців |
| ------------------- | ------------------- | ------------------- | ------------------- | ------------------- | ------------------- | ------------------- | ------------------- | ------------------- | ------------------- | ------------------- | ------------------- | ------------------- | ------------------- | ------------------- |
| 1864                | 1878                | 1890                | 1900                | 1911                | 1920                | 1930                | 1940                | 1950                | 1960                | 1970                | 1981                | 1991                | 2001                | 2011                |
| 723                 | 912                 | 976                 | 1.107               | 1.625               | 1.964               | 2.172               | 2.114               | 2.672               | 2.628               | 2.187               | 2.293               | 2.056               | 1.723               | 1.482               |